# Goodnight Children Everywhere
Goodnight Children Everywhere è un'opera teatrale del drammaturgo statunitense Richard Nelson, portata al debutto a Stratford-upon-Avon nel 1997. 

## Trama
La pièce, ambientata nella Londra del 1945, racconta del ricongiungimento di tre sorelle con il fratello, tornato dagli Stati Uniti d'America in cui si era recato dopo l'evacuazione di civili britannici causata dai bombardamenti nazisti. 

## Produzioni
Prodotta dalla Royal Shakespeare Company, la pièce debuttò a Stratford l'11 novembre 1997, prima di andare in scena anche a Newcastle-upon-Tyne (settembre 1998) e Plymouth (novembre 1998) e al Barbican Theatre di Londra nel febbraio 1993, dove vinse il Laurence Olivier Award alla migliore nuova opera teatrale.